# Aleksander I. Karadžordžević
Aleksander I. Karadžordžević, srbsko-jugoslovanski kralj, * 16. december 1888, Cetinje, † 9. oktober 1934, Marseille, Francija.

## Življenje
Aleksander Karadžordževič je bil mlajši sin kralja Petra I. Karadžordževiča in črnogorske kneginje Zorke, rojen je bil na Cetinju. Srbski prestolonaslednik je postal leta 1909, ko je zaradi spora in fizičnega obračuna s slugo (ta je zatem umrl) od nasledstva odstopil njegov starejši brat Džordže. 
Aleksander Karadžordžević je bil med prvo svetovno vojno vrhovni poveljnik srbske vojske. Z njo se je udeležil napornega umika prek Albanije na otok Krf. Od tam so preživele srbske vojake poslali na Solunsko fronto, kjer so uspešno zaustavili napredovanje enot centralnih sil.
Leta 1916 so nanj načrtovali prvi atentat, za katerega je bil obsojen srbski častnik Dragutin Dimitrijević-Apis.
Kot regent je državo vodil od leta 1918, kralj pa je postal leta 1921. Podpiral je idejo jugoslovanstva, državni centralizem in unitarizem. Leta 1922 se je poročil z romunsko princeso Marijo iz dinastije Hohenzollern-Sigmaringen. 6. januarja 1929 je izdal razglas, s katerim je ukinil ustavo z dne 28. junija 1921 (t. i. vidovdansko ustavo) in razpustil narodno skupščino. Uvedel je t. i. šestojanuarsko diktaturo. S tem je kot kralj hotel končati vse ostrejši politični boj med avtonomistično-federalističnimi narodnopolitičnimi zahtevami nesrbskih narodov z jugoslovanskim unitarizmom in centralizmom na eni ter velikosrbsko hegemonistično politiko na drugi strani, ki je zaznamoval politično življenje v prvem desetletju Kraljevine SHS, in sicer v korist jugoslovanskega unitarizma in centralizma ter velikosrbskega hegemonizma. 3. oktobra 1929 je kralj Aleksander podpisal Zakon o nazivu in razdelitvi kraljevine na upravna območja, s katerim je Kraljevino Srbov, Hrvatov in Slovencev uradno preimenoval v Kraljevino Jugoslavijo, državo pa razdelil na nova upravna območja – banovine. 3. septembra 1931 je izdal oktroirano ustavo. Njegove domnevne načrte za ponovno spremembno režima v demokratični smeri je preprečil atentat nanj. Že leta 1933 so hrvaški ustaši zaradi nasprotovanja njegovi unitaristični politiki v Zagrebu načrtovali izvedbo atentata nanj. Atentat nanj v Marseillu je leta 1934 uspešno izvedel bolgarski nacionalist Vlado Černozemski s pomočjo hrvaških ustašev, vanj pa sta bila zagotovo vpletena tudi fašistična Italija in Madžarska, nekateri zgodovinarji pa trdijo, da tudi nacistična Nemčija.

## Zanimivosti
Po njem so leta 1936 poimenovali Šolo viteškega kralja Aleksandra I. Zedinitelja, današnjo Osnovna šola dr. Vita Kraigherja Ljubljana.
V Mariboru so po njegovi smrti v njegov spomin zgradili novo šolsko poslopje, ki so ga slovesno odprli 1. decembra 1936, tj. na državni praznik zedinjenja. Danes je v tem  šolskem poslopju Osnovna šola Franceta Prešerna.
Kraljev rojstni dan je bil v Kraljevini SHS in Kraljevini Jugoslaviji državni praznik. Za časa kralja Aleksandra I. Karadžordževića je bil to 17. december (čeprav se je Aleksander v resnici rodil 16. decembra). Po njegovi nasilni smrti je vlogo državnega praznika prevzel rojstni datum njegovega sina Petra II., medtem ko so se pokojnega kralja Aleksandra vsako leto spomnili na obletnico njegove smrti 9. oktobra, ko so po državi izobešali žalne zastave.
Nedavno je bilo razkrito tudi, da je imel kralj na prsih veliko tetovažo orla s krono na glavi, ki pa je presenetljivo precej spominjal na nemške imperialne simbole. Sicer pa tetovaže med tedanjimi evropskimi kronanimi glavami niso bile nobena redkost.